# Giuseppina Bonino
Giuseppina Bonino (Savigliano, 5 settembre 1843 – Savona, 8 febbraio 1906) è stata una religiosa italiana, fondatrice della congregazione delle suore della Sacra Famiglia di Savigliano.

## Beatificazione
Il 26 marzo 1994 papa Giovanni Paolo II ha proclamato l'eroicità delle sue virtù e il 7 maggio 1995 l'ha beatificata in piazza San Pietro a Roma.
La sua memoria liturgica ricorre l'8 febbraio.
A Savigliano, in via San Pietro 8, sede della Casa Madre delle Suore della Sacra Famiglia, nel 2013 è stato inaugurato il Museo Giuseppina Bonino. Nelle due stanze che lo accolgono sono esposti gli oggetti appartenuti alla Beata e alla sua famiglia d'origine. L'allestimento è stato curato da Suor Carla Racca e da Sante Altizio.